# Dům čp. 580 (Žamberk)
Dům čp. 580 je romanticky pojatá secesní rodinná vila Zdeňka Havlíčka stavebně dokončená v roce 1911, která je umístěna v zahradě se stylovým oplocením na okraji historického jádra města Žamberk.

## Poloha
Zahrada s vilou je situována západním směrem asi 300 metrů vzdušnou čarou od Masarykova náměstí. Dům stojí při hlavní silnici I/11 v úseku vedoucím ze Žamberka do Vamberka v uliční zástavbě při křižovatce ulic Československé armády a Havlenova. Vila je na severní a západní straně obklopena zahradou mírně se svažující k Havlíčkově nábřeží u Divoké Orlice. Jižní i východní strana úzkého pásu zahrady tam, kde se nalézají obě uliční průčelí domu, je ohraničena původním stylovým plotem, který pochází také z roku 1911.

## Autor a hodnota areálu

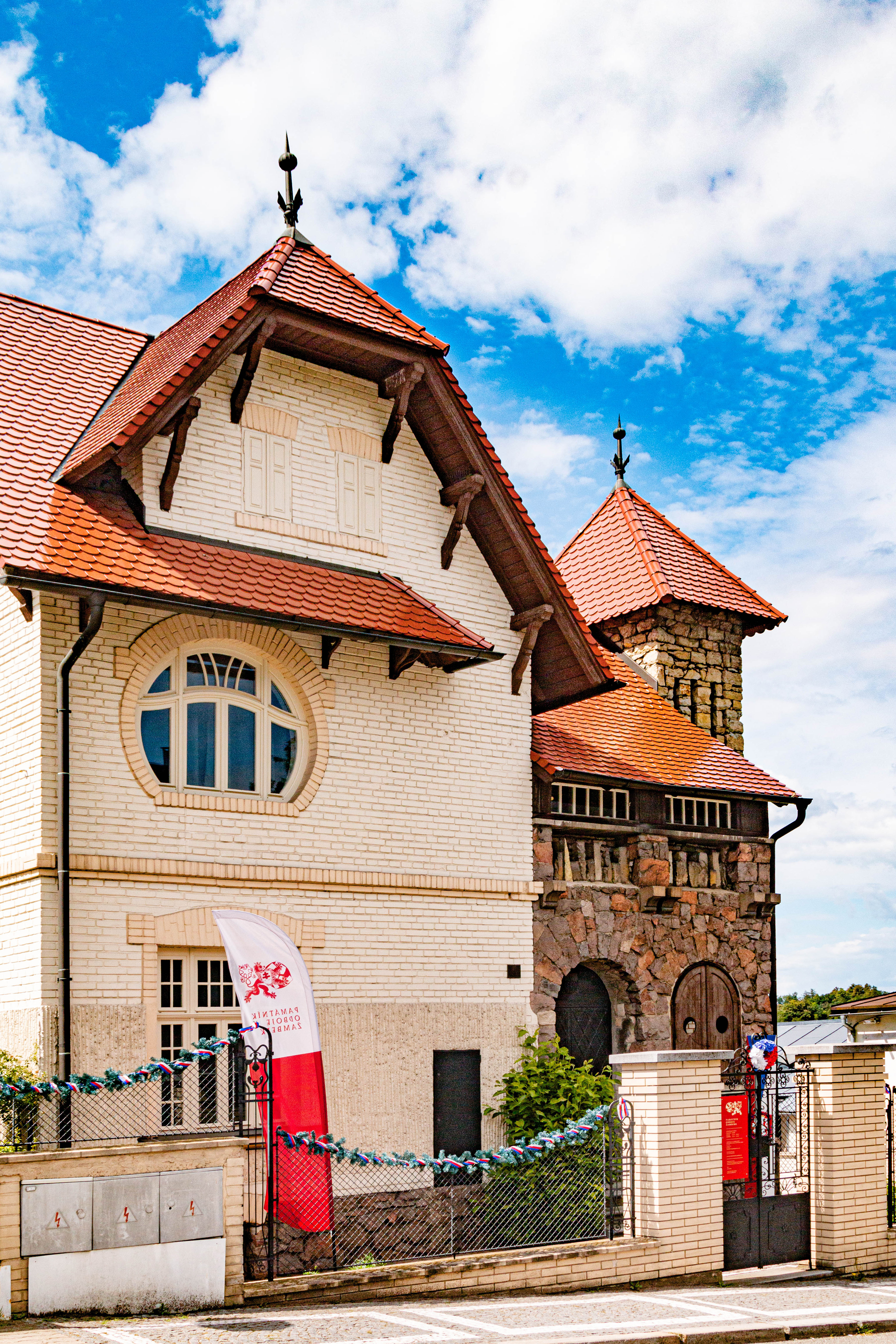
Východní průčelí domu z Havlenovy ulice

Autorem památkově chráněné vily, jejího oplocení do obou hlavních ulic i plotu kolem zbytku pozemku zahrady je žamberecký architekt a stavitel Zdeněk Havlíček. Vila je příkladem jeho tvorby a zároveň slouží i jako ukázka secesní vilové architektury na Žamberecku. Nezvykle hmotově členěná vila je nápadná a památkově ceněná svými secesními prvky, uměleckořemeslnou výbavou objektu, štukovými reliéfy a použitím různých materiálových struktur při hrubé stavbě a na fasádách. Objekt sám je v první řadě pozoruhodný neobvykle členitým a velkoryse pojatým architektonickým řešením polovalbových ostroúhlých střech krytých taškami. Dojem vertikální „protáhlosti“ celé stavby je navíc podtržen implementací stylové ozdobných prvků na konci hřebenů jednotlivých střešních segmentů. Vila je tvořena jakýmsi organickým spojením a prolnutím dvou dále ještě vertikálně členěných částí: Severní „kamenná“ část objektu navržená v romantizujícím „hradním“ stylu je vyvážena jižní částí domu pojatou v secesním tvarosloví do podoby monumentálně koncipované „obytné“ vily.[zdroj?]
Na secesní charakter vily časově i slohově navazuje i oplocení její zahrady, které se uplatňuje jak při pohledu z Havlenovy ulice, tak i z ulice Československé armády. Vila i její plot spolu tvoří jednotný architektonicky sladěný celek a obě komponenty (vila i oplocení) požívají státní památkovou ochranu od 9. listopadu 1995.

## Oplocení
Plot má v rozích masivní zděné sloupky ohraničující kamennou omítanou podezdívku. Na vrchní stranu podezdívky navazuje zděné podloží plotu. Podezdívka i její zděná nadstavba stupňovitě vyrovnávají v některých místech obvodu zahrady okolní klesající terén. Mezi zděnými rohovými sloupky je napnut drátěný plot s plochými ozdobnými kovovými sloupky. Výplně drátěného plotu mají ve svých středech jednoduchou statickou vertikální trubkovou výztuhu a jsou ve svých horních hranách „elipticky proneseny“. Hlavní vchod do vily (z Havlenovy ulice) je zdůrazněn vstupní kovovou dvoukřídlou brankou. Ta je po obou svých stranách ohraničena cihelnými pilíři, které jsou na svých vrcholcích zarovnány plochými kamennými deskami. Kovová branka má ve své spodní části plnou plechovou ozdobnou výplň a ve své horní části pak pletivo. Horní vodorovná část branky (zhruba ve výši očí) je dekorována horizontálním pásem s květinovými motivy. Nad tímto pásem se klene přes obě křídla branky ozdobný kovový půlkruhový „portál“. Dvojdílná vjezdová vrata z Havlenovy ulice do dvora/zahrady areálu se nacházejí v dolní části oplocení v jeho nejsevernějším rohu. Jejich dolní části jsou opatřeny plechovou výplní, horní polovina je tvořena drátěným pletivem (strohá obdoba kovové vstupní branky).[zdroj?]

## Vila
Vilu lze charakterizovat jako jednopatrový, částečně podsklepený rodinný dům navržený v romanticko–secesním stylu. Objekt je složen z asymetricky pospojovaných hmot, které jsou zastřešeny členitými polovalbovými střechami krytými taškami. Zdivo vily je převážnou měrou režné tvořené buď cihlami nebo lomovými kvádry, někde je na fasádě částečně použito i nepravé hrázdění (především v podkroví a v horních částech štítů).

### Jižní průčelí

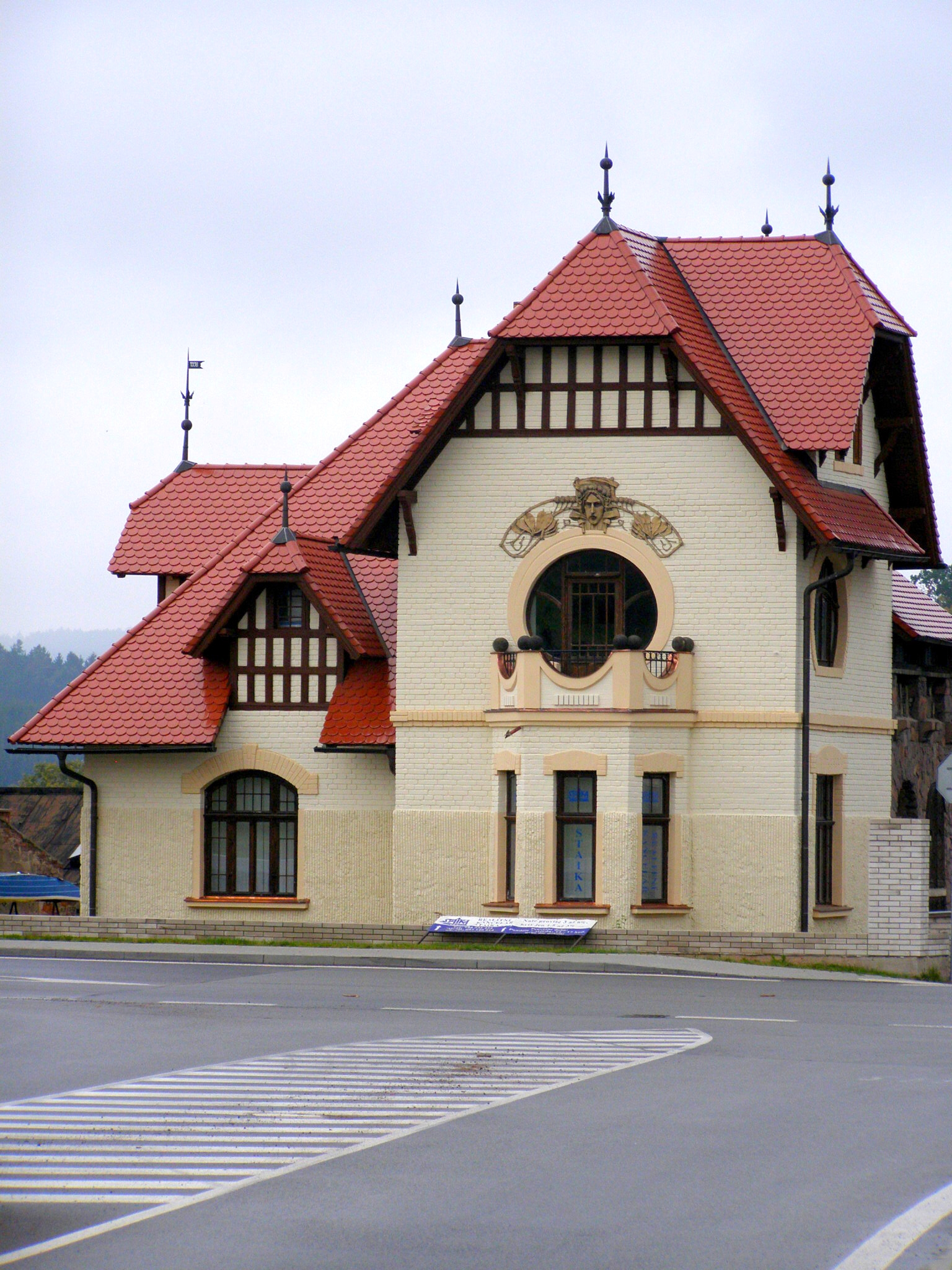
Jižní průčelí domu z ulice Čs. armády

Jižní průčelí vily (obrácené do ulice Československé armády) je složené ze dvou asymetrických svisle orientovaných hlavních hmot v horních partiích zakončených průniky střešních ploch. Opticky se tu od sebe odlišuje výškově nižší levá část a pravá část, které zřetelně dominuje vysoký domovní štít. Omítka celého jižního průčelí objektu je veskrze cihelná s výjimkou zhruba dolní poloviny přízemí, kde je (v levé i pravé části) použita drásaná omítka.
V levé části jižního průčelí (při pohledu z ulice Československé armády) je v přízemí široké vícedílné okno zakončené půleliptickou klenbou, nad ním se nalézá (na úroveň patra vytažený) vikýř s obdélným okénkem krytý valbovou stříškou a dekorovaný falešným hrázděním tmavě hnědé barvy.
V pravé části jižního průčelí (při pohledu z ulice Československé armády) je v přízemí (v ose štítu) výrazný trojboký rizalit opatřený z každé své strany jedním na výšku silně protáhlým děleným oknem. Nad rizalitem v patře je balkon, jehož zábradlí je v horní části tvořeno kovanými mřížemi, spodní části jsou zděné tak, že se mezi sloupky nachází půlkruhově vykrojené cihlové výplně. Na balkon se vstupuje obdélnými balkonovými dveřmi obkrouženými nápadně velkým kruhovým ozdobným oknem. Toto okno je vybaveno štukovou šambránou, která je v nadpraží dekorována bohatou secesní štukovou výzdobou tmavší barvy. Této štukové výzdobě vévodí na vrcholku umístěný štukový maskaron od něhož se napravo a nalevo pnou stylizované rostlinné úponky. Nad balkonem s velkým kruhovým oknem se nachází štít bez okénka krytý valbovou střechou a ozdobený v horní polovině falešným hrázděním.

### Východní průčelí

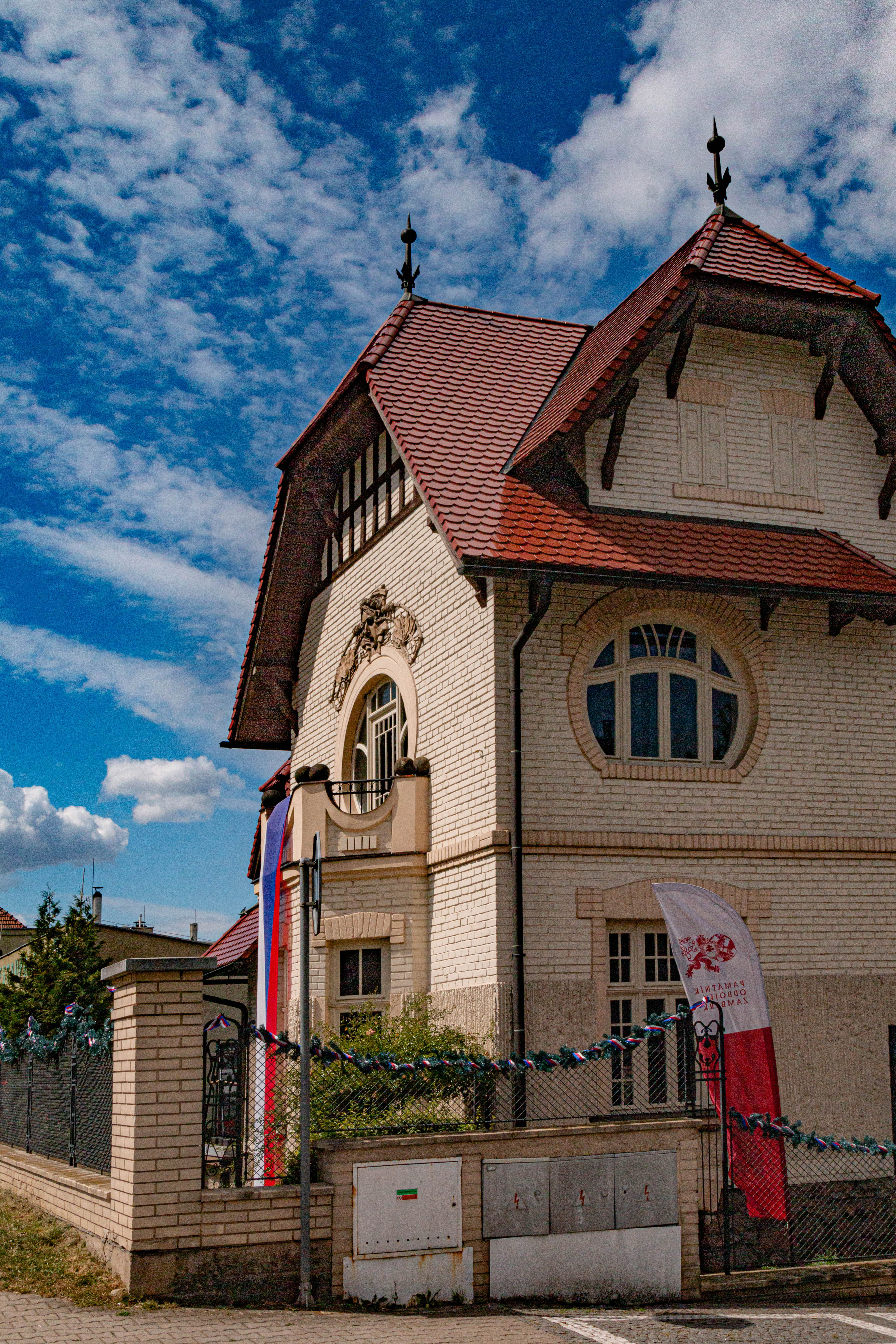
Pohled z křižovatky Havlenovy ulice a ulice Čs. armády

Východní průčelí (obrácené do Havlenovy ulice), kde se nachází vstupní branka do areálu, je opět silně asymetrické s průniky střešních ploch. Toto průčelí se skládá ze dvou svislých, na první pohled velice rozdílných, částí. Levou část možno označit jako „obytnou“; disponuje vysokým štítem a její cihelná fasáda je v dolní polovině přízemí opatřena drásanou omítkou. Výrazně nižší pravá část je provedena z rustikálních lomových kvádrů a vzbuzuje zdání romantického „hradu“ či „tvrze“.[zdroj?]
V přízemí levé části východního průčelí se nachází jediné obdélné trojdílné okno. Toto okno tmavé barvy má v horní třetině horizontální poutec a nad ním několik drobných tabulek. V patře nad obdélným oknem se nachází výrazné kruhové okno, které je také členěno do vícera dílů. Parapet tohoto kruhového okna je vodorovný. Kruhové okno je umístěno pod střešním průnikem, který zasahuje zhruba do poloviny štítu v podkroví „obytné“ části. Vysoký štít je prosvětlen dvěma obdélnými okénky. Ta jsou zakryta dvoukřídlými dřevěnými okenicemi. Na úrovni rozhraní přízemí a patra je fasáda dekorována kordonovou římsou. Okna jsou v přízemí a patře obkroužena šambránami.
Přízemí pravé části východního průčelí disponuje dvojicí symetricky umístěných půlkruhově zaklenutých otvorů, kde ten vlevo je vybaven zapuštěným vstupem s masivními dvoukřídlými dveřmi, zatímco otvor vpravo má ve své dolní třetině dřevěnou výplň a ve své horní dvoutřetině dvoudvéřové dřevěná okenice. Okenice i dřevěná výplň mají identicky tmavě hnědou barvu. Rozhraní přízemí a patra je (namísto kordonové římsy) na fasádě zdůrazněno několika lichými kamennými ozdobnými konzolami. Patro „hradní“ části je sníženo a jsou tu umístěna dvě podélně ležatá vpadlá obdélná pole vyplněná vertikálně orientovanými hrubými kameny a navozující iluzi jakýchsi „hradních střílen“. Nad těmito „střílnami“ jsou v prostoru nízkého podstřeší skutečná úzká horizontální okna nenápadně maskovaná za dvojicí ležatých dekorativních dřevěných „žebříků“.[zdroj?]

### Severní strana vily s věží
Tato boční strana domu je orientována severním směrem (do dvora areálu). Svažitý terén si zde po celé délce severní stěny objektu vynutil použití vyrovnávací kamenné základové podezdívky. K této boční stěně objektu je připojena vysoká čtyřboká věž. Věž svým charakterem posiluje „hradní“ dojem této části vily a opticky rozděluje severní stranu vily na levou a pravou část, které se od sebe opět diametrálně liší svým charakterem.[zdroj?]
Levá část z kamenného zdiva je jistým opakováním pravé části východního průčelí. V přízemí se opakuje půlkruhově zaklenutý otvor, jehož dolní třetina opět obsahuje dřevěnou výplň a v jeho horní dvoutřetině se znovu nachází dvoudvéřová dřevěná okenice. Okenice i dřevěná výplň mají identicky tmavě hnědou barvu. Na rozhraní přízemí a patra vystupuje z kamenné fasády několik ozdobných lichých konzol. V patře nad nimi je umístěno jediné ležaté obdélné vpadlé pole opatřené svislými sloupovitými kameny („hradní střílny“). Podkroví nad vpadlým polem je bez okénka a je svisle bedněné prkny.[zdroj?]
Pravá část odpovídá svým charakterem spíše „obytné“ části vily. Poblíž věže se v přízemí nachází jediné malé obdélné okno. Fasáda je cihelná s tím rozdílem, že pro dolní polovinu přízemí je použita drásaná omítka.[zdroj?]

### Věž
Čtyřboká věž zakončená jehlanovou (stanovou) střechou je dvojpatrová. Její přízemí a první patro je zděné z cihel (fasáda cihlová), zatímco její horní (druhé) patro je zbudováno z lomového kamene. Přízemí a první patro věže obsahuje v každém podlaží obdélná okna a v rozích je tělo věže ozdobeno bosáží. Na rozhraní prvního a druhého patra vystupuje z věžní fasády souvislá řada kamenných lichých konzolek. (Ty mají nejspíše evokovat použití kamenných krakorců na středověkých hradech.) Kamenné druhé patro je po obvodu věže vybaveno vertikálně protáhlými otvory (jakýmisi „střílnami“). Čtyřboká věž je zakryta stanovou (jehlancovou) střechou krytou taškami.[zdroj?]